# Novafrontina
Novafrontina là một chi nhện trong họ Linyphiidae.

## Các loài
Các loài trong chi này gồm:
- Novafrontina bipunctata (Keyserling, 1886)
- Novafrontina patens Millidge, 1991
- Novafrontina uncata (F. O. P.-Cambridge, 1902)